# 馮瀅穎
馮瀅穎（1992年4月29日出生於台灣台北市—）是台灣女直播主, 從事多年直播及外拍。

## 演藝經歷

### 電視劇
| 年份 | 電視台 | 劇名 | 角色 |

## 綜藝節目
| 年份   | 日期     | 電視台 | 節目名稱                   |
| 2019年 | 9月18日  | 三立   | 《綜藝大熱門》             |
| 2019年 | 11月21日 | 三立   | 《國光幫幫忙之大哥是對的》 |
| 2021年 | 5月21日  | 三立   | 《綜藝大熱門》猜歌王       |

## 外部連結
- 馮瀅穎的Facebook專頁
- 馮瀅穎的Instagram帳戶
- Titan. . 2018年11月2日  [2022年7月30日]. （原始内容存档于2019年9月24日） （中文（臺灣））. （页面存档备份，存于）